# Migneauxia lederi
Migneauxia lederi är en skalbaggsart som beskrevs av Edmund Reitter 1875. Migneauxia lederi ingår i släktet Migneauxia, och familjen mögelbaggar. Arten är reproducerande i Sverige.